# Taeniopteryx maura
Taeniopteryx maura — вид веснянок родини Taeniopterygidae. Цей вид мешкає у річках Північної Америки на території США та на півночі Мексики.